# Museo Kuntur Wasi
El Museo Kuntur Wasi es un museo de sitio que exhibe los bienes culturales procedentes de las investigaciones arqueológicas en el yacimiento de Kuntur Wasi. Está ubicado en el distrito de San Pablo del departamento de Cajamarca.
La colección está compuesta por cerámicas, piezas metálicas, líticas y óseas del sitio arqueológico. También se exhiben planos y fotografías de los trabajos de investigación realizados por investigadores de la Universidad de Tokio.